# Esport a l'Azerbaidjan
L'esport a l'Azerbaidjan té unes arrels molt profundes i, fins i tot actualment, s'hi practiquen esports tant tradicionals com moderns. La lluita lliure ha estat considerada, tradicionalment, com l'esport nacional àzeri; no obstant, avui dia els esports més populars del país son el futbol i els escacs. Entre els altres esports populars s'hi troben la gimnàstica, el judo, el futbol sala, l'halterofília, la boxa i l'hoquei sobre gel. El paisatge muntanyós de l'Azerbaidjan també permet la pràctica d'esports com l'esquí o l'escalada. Els esports aquàtics es practiquen a la mar Càspia i en diversos llacs d'aigua dolça. A nivell competitiu, l'Azerbaidjan ha obtingut els seus millors resultats als escacs, l'halterofília i la lluita lliure, a nivell internacional. El país també és un membre actiu de la comunitat esportiva internacional, essent membre de la Federació Internacional de Futbol Associació (FIFA), la Unió d'Associacions Europees de Futbol (UEFA), de l'Associació Internacional de Federacions d'Atletisme (IAAF, en anglès), de l'Associació Europea d'Atletisme (EAA, en anglès), i del Comitè Olímpic Internacional (COI), entre d'altres. També ha estat seu dels primers Jocs Europeus, el 2015, i dels Jocs Islàmics de la Solidaritat de 2017. En els darrers temps l'Azerbaidjan ha contractat diversos atletes iranians de primer nivell perquè participin sota la seva bandera, garantint-los la nacionalitat àzeri, com per exemple Saman Tahmasebi, Sabah Shariati i Jamshid Kheyrabadi en lluita lliure, o Reza Mehmandoost i Milad Beigi en Taekwondo.

## Història
L'esport té unes arrels molt profundes a l'Azerbaidjan, practicant-se actualment encara esports tradicionals, a més dels moderns. Tradicionalment, la lluita lliure ha estat considerat com l'esport nacional del país, i és en aquesta disciplina que l'estat àzeri ha aconseguit catorze medalles, quatre de les quals d'or, des que el país es va afegir al Comitè Olímpic Nacional. Actualment, però, els esports més populars són el futbol i els escacs.

## Principals esports

### Backgammon
El Backgammon és un joc que té les seves arrels a l'antic Imperi Persa, jugant un paper molt important en la cultura àzeri. Aquest joc és molt popular a l'Azerbaidjan i és practicat àmpliament per la seva societat. Hi ha diverses variacions d'aquest joc que han estat desenvolupades i analitzades per experts àzeris.

### Escacs

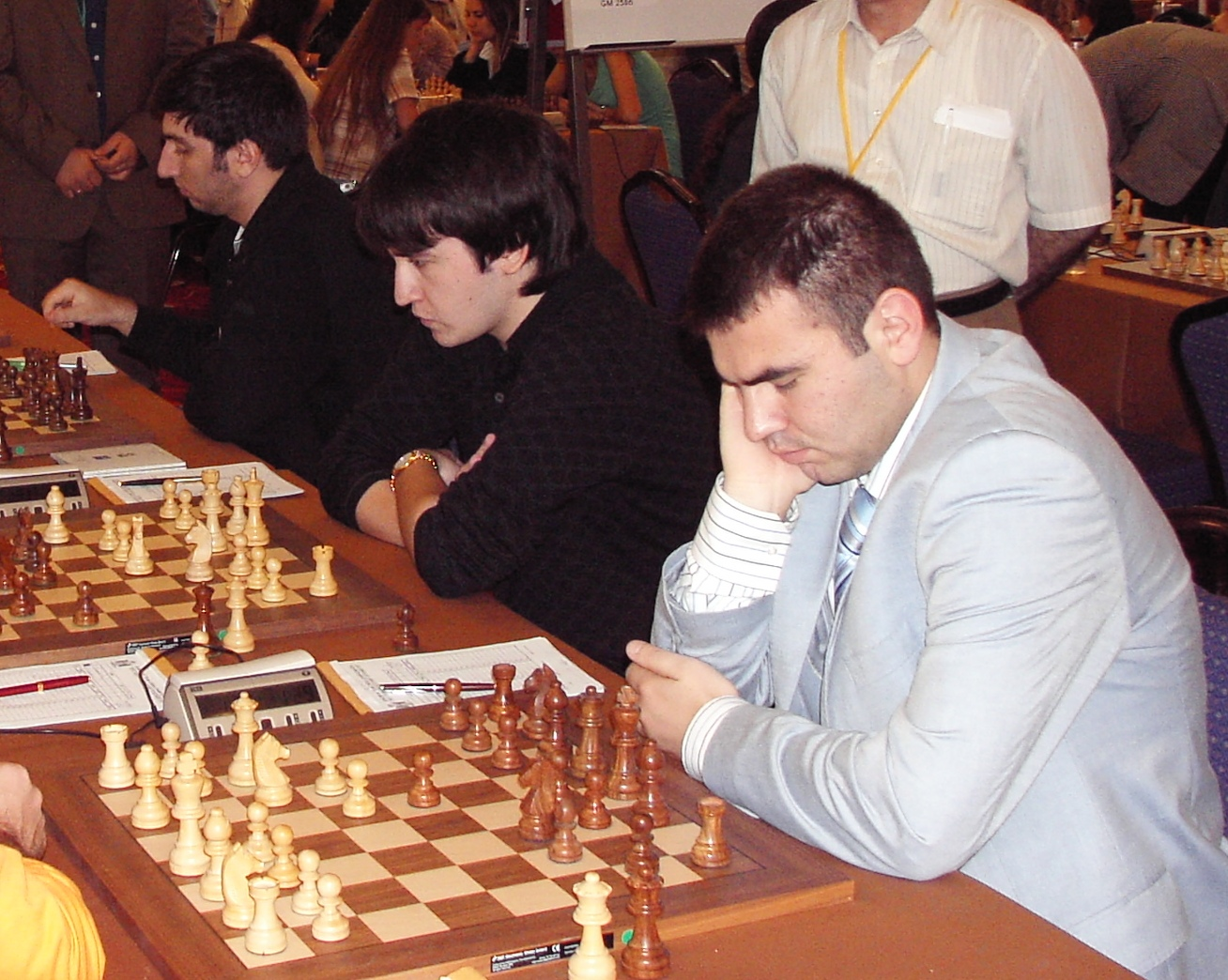
Equip masculí àzeri d'escacs

L'Azerbaidjan és conegut com una de les principals potències del món dels escacs i, fins i tot després del col·lapse de la Unió Soviètica, aquest joc segueix essent extremadament popular entre la població. Tot i que va deixar el país quan era molt jove, el molts cops campió del món Garri Kaspàrov va néixer a Bakú. A part de Kaspàrov, entre els molts jugadors d'escacs àzeris també destaquen Teimur Radjàbov, Xakhriar Mamediàrov, Vugar Gaixímov i Zeinab Mamedyarova. El país també ha organitzat molts tornejos i competicions internacionals d'escacs, i l'equip àzeri va esdevenir campió del Campionat d'Europa d'escacs per equips l'any 2009.
El 2009, el president àzeri Ilham Alíev va emetre una ordre per millorar el desenvolupament dels escacs al país durant el període 2009-2014.